# Gerda Daumerlang
Gerda Daumerlang   (Nuremberg, 2 de maig de 1920 - 16 de març de 2006) fou una saltadora alemanya que va competir durant la dècada de 1930.
El 1936 va prendre part en els Jocs Olímpics d'Estiu de Berlín, on fou quarta en la prova de trampolí de 3 metres del programa de salts.
En el seu palmarès destaca una medalla de plata al Campionat d'Europa de natació de 1938, rere Betty Slade.
A començament de la dècada de 1940 es va traslladar a Viena per estudiar medicina. En acabar la Segona Guerra Mundial es va establir com a metge a Tettenweis, a la Baixa Baviera, on va dirigir la seva pròpia consulta mèdica entre el 1945 i 1982.
El 1988 va publicar la seva autobiografia So wird es wohl gewesen sein. Erinnerungen einer Olympionikin und Landärztin.

## Publicacions
- So wird es wohl gewesen sein. Erinnerungen einer Olympionikin und Landärztin. Jahn & Ernst, Hamburg 1988, ISBN 3-925242-69-4.